# Folyfalva
Folyfalva (románul: Foi), vagy Fojfalva falu Romániában, Maros megyében. Közigazgatásilag Nyárádkarácson községhez tartozik.

## Története
A trianoni békeszerződésig Maros-Torda vármegye Marosi alsó járásához tartozott. 1968-ban teljesen összevonták a községközponttal, így adatait azóta is a Nyárádkarácson adataihoz számítják. 1966-ban 543 lakosa volt, ebből 537 magyar és 6 román nemzetiségű. Az utolsó önálló vallási adatok 1941-ből származnak, akkor 483-an református, 14-en római katolikus és 3-an izraelita hitűek voltak, illetve 1 személy görögkatolikus.
2006-ban újból különálló településsé alakul a községen belül.